# Diecezja Mbaïki
Diecezja Mbaïki – (łac. Mbaikiensis), diecezja rzymskokatolicka w Republice Środkowoafrykańskiej. 
Diecezja została erygowana 10 czerwca 1995 roku, z wydzielonego terytorium archidiecezji Bangi.

## Biskupi diecezjalni
1995–2021 nadal Bp Guerrino Perin (M.C.C.J.)
2021 Bp Jesús Ruiz Molina (M.C.C.J)